# Société Diderot
La Société Diderot est une société savante (association loi de 1901) fondée à Langres le 25 octobre 1985. 
La société a pour objectif d'encourager, soutenir et coordonner l'étude de la vie et de l’œuvre de Diderot d'une part, et de l'Encyclopédie d'autre part. Son président est Stéphane Pujol depuis 2019.

## Activités
Elle est à l'initiative de la création, en 2009, du Comité scientifique Diderot 2013.
La société édite depuis 1986, aujourd'hui annuellement, les Recherches sur Diderot et sur l'Encyclopédie. Le dernier numéro est paru en décembre 2020 (no 55).
Depuis 2015, elle édite la collection "L'Atelier, autour de Diderot et de l'Encyclopédie".

### Ouvrages de la collection L'Atelier
- Gilles Barroux et François Pépin (dir.), Le Chevalier de Jaucourt : l’homme aux dix-sept mille articles, 2015 (ISBN 978-2-9520898-9-0)
- Olivier Ferret, Voltaire dans l'Encyclopédie, avril 2016 (ISBN 978-2-9543871-0-9)
- Sylviane Albertan-Coppola et Nadège Langbour (dir.), Diderot et le Roman hors du roman, mai 2017 (ISBN 978-2-9543871-2-3)
- Marie Leca-Tsiomis (dir.) et Ann Thomson (dir.), Diderot et la Politique, aujourd'hui, mai 2019 (ISBN 978-2-9543871-5-4)
- Jean-Christophe Bardout (dir.) et Vincent Carraud (dir.), Diderot et la Philosophie, novembre 2020 (ISBN 978-2-9543871-7-8)
- Sylviane Albertan (dir.), Marc Buffat (dir.) et Florence Lotterie (dir.), Diderot, la Religion, le Religieux, avril 2022 (ISBN 978-2-9581217-0-9)

## Historique
Cette association loi de 1901 a été fondée en 1985 par Jacques Chouillet et Anne-Marie Chouillet, dans le mouvement des activités liées au bicentenaire de la mort de Denis Diderot. Son président d'honneur est Pierre Chartier. 

### Liste des présidents
- 1985 : Jacques Chouillet
- 1989 : Roland Mortier
- 1997 : Pierre Chartier
- 2016 : Marie Leca-Tsiomis
- 2019 : Stéphane Pujol

## Manifestations et publications
- Journée d'étude Bourbonne-les-Bains, 16 avril 1988. Compte rendu : Recherches sur Diderot et sur l'Encyclopédie, 1988, n° 5, p. 121-125.
- Colloque Les ennemis de Diderot, Paris, Hôtel de Sully, 25 - 26 oct. 1991. Actes : Paris, Klincksieck, 1993  (ISBN 9782252028803).
- Colloque La matière et l'homme dans l'Encyclopédie, Joinville, 10-12 juillet 1995. Actes : Paris, Klincksieck, cop. 1998  (ISBN 9782252031407)
- Nombreuses activités soutenues dans le cadre du tricentenaire de Diderot (2013)[2].
- Participation au projet ENCCRE[5].
- Partenaire du colloque "les morales de Diderot" à Cerisy en août 2020[6].
- Diderot et la philosophie, dir. Jean-Christophe Bardout & Vincent Carraud, Paris, Société Diderot, coll. “L’Atelier autour de Diderot et de l’Encyclopédie”, 2020 .
- Journée d'étude "La philosophie de Diderot" organisée par Pierre Léger le 22 janvier 2021 (Centre Gilles Gaston Granger, Aix-Marseille Université, CNRS).
- Bourdin, Jean-Claude, Le philosophe et le contre-philosophe. Études sur Le Neveu de Rameau, Paris, Hermann, 2021 .